# Notas sobre lo camp
Notas sobre lo camp (en inglés Notes on Camp) es un ensayo de la escritora estadounidense Susan Sontag publicado en 1964 en el que, en 58 notas o puntos, define y ejemplifica lo que significa y representa la estética camp.  

## Origen e influencias
La primera vez de la que se tiene constancia que se mencione la palabra camp en literatura es en la obra teatral de Moliére de 1671 Los enredos de Scapin. En esta obra se usa por primera vez como verbo con connotaciones de teatralidad y comedia. A mediados del siglo XIX, el término se asocia a la comunidad queer y se usaba como adjetivo 'camp', 'campy' o 'campish' al describir actividades relacionadas con el travestismo. A principios del siglo XX, aparece por primera vez su definición en una versión del Oxford English Dictionary, describiéndolo como «ostentatious, exaggerated, affected, theatrical; effeminate or homosexual; pertaining to, characteristic of, homosexuals…» (ostentoso, exagerado, afectado, teatral, afeminado u homosexual; perteneciente o característico de homosexuales). 
La referencia literaria más clara antes del ensayo de Sontag es de Oscar Wilde, quien usa 'camp' como sustantivo para referirse a acciones y gestos de un énfasis exagerado. Sontag dedica su ensayo a Oscar Wilde cuando, tras unos párrafos introductorios, escribe: «Las siguientes notas son para Oscar Wilde», tras lo cual comienza con la sucesión de notas sobre lo camp. A Wilde lo menciona explícitamente para ejemplificar la estética camp en la nota 47. En ella, se refiere a Wilde como una figura de transición entre lo masculino y lo femenino. 

Sobre su motivación para escribir el ensayo, la propia autora escribe en la primera parte del mismo: 
«Me siento fuertemente atraída por lo camp, y ofendida por ello con intensidad casi igual. Es por eso que quiero hablar sobre el tema, y es por eso que puedo, porque nadie que comparta decididamente una sensibilidad determinada puede analizarla.»

## Publicación

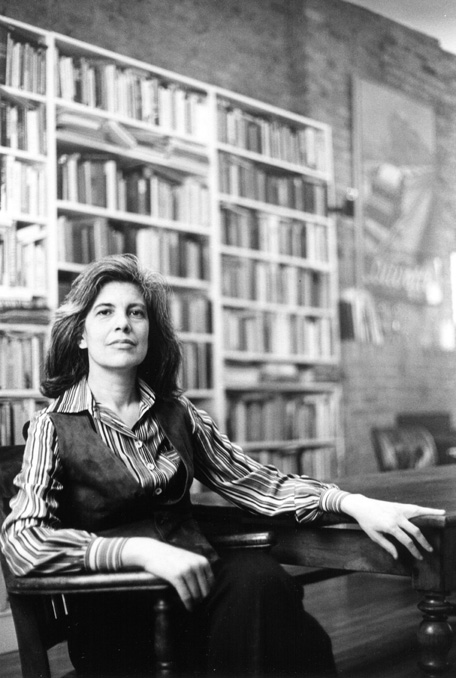
Susan Sontag en 1979

El ensayo fue publicado por primera vez en 1964 en la revista Partisan Review, revista neoyorkina sobre literatura, política y cultura. Se volvió a publicar en 1966 dentro de su libro de ensayos Contra la interpretación.
De acuerdo al biógrafo Benjamin Moser, originalmente el ensayo iba a titularse Notas sobre homosexualidad.

## Sinopsis
El ensayo de Sontag es una sucesión de 58 notas numeradas en las que desglosa diferentes aspectos de lo que considera que es lo camp. Para la autora, la palabra camp no define una visión política, sino una sensibilidad; no es una idea ni un estilo, sino más bien una forma de ver el mundo.

Esta sensibilidad se define por una seriedad que falla en ser seria, en el gusto por lo andrógino, el amor por lo artificial y lo exagerado. La estética camp está marcada por una ambición de grandeza que va demasiado lejos y acaba en lo exagerado y estrambótico.
«La esencia de lo camp es el amor a lo no natural: al artificio y la exageración.»
En la nota número 4, Sontag enumera ejemplos de cosas que representan lo camp, entre ellas las lámparas de Tiffany, El lago de los cisnes o los vestidos de mujer de los años veinte. También en la nota 25: «El sello de lo camp es el espíritu de extravagancia. Camp es una mujer paseándose con un vestido hecho con tres millones de plumas.» 
En los años 60, el adjetivo 'camp' encarnaba lo marginal, pertenecía a una subcultura. Sobre la relación del término con la homosexualidad, Sontag explica en la nota 51 que si bien no todos los homosexuales tienen una sensibilidad camp, es decir, no es inherente al hecho de ser homosexual, sí esta sensibilidad es más propia de este colectivo al constituir «la vanguardia —y el público más articulado— de lo camp».

## Recepción y premios
El ensayo se publica en otoño en la revista Partisan Review y en diciembre, la revista TIME se hace eco del mismo y califica a Sontag como una de los jóvenes intelectuales más brillantes de Manhattan («one of Manhattan’s brightest young intellectuals»). No obstante, no todo son buenas críticas, pues tras su publicación también recibe duras críticas y la recopilación de ensayos Contra la interpretación es causa de polémica en los círculos culturales de la época.
La recopilación de ensayos Contra la interpretación que contenía el ensayo de Notas sobre lo camp fue finalista del Premio Nacional del Libro, que constituye uno de los premios literarios más prestigiosos en Estados Unidos, en la categoría de «Arts and letters», categoría actualmente inexistente. 

## Influencia posterior

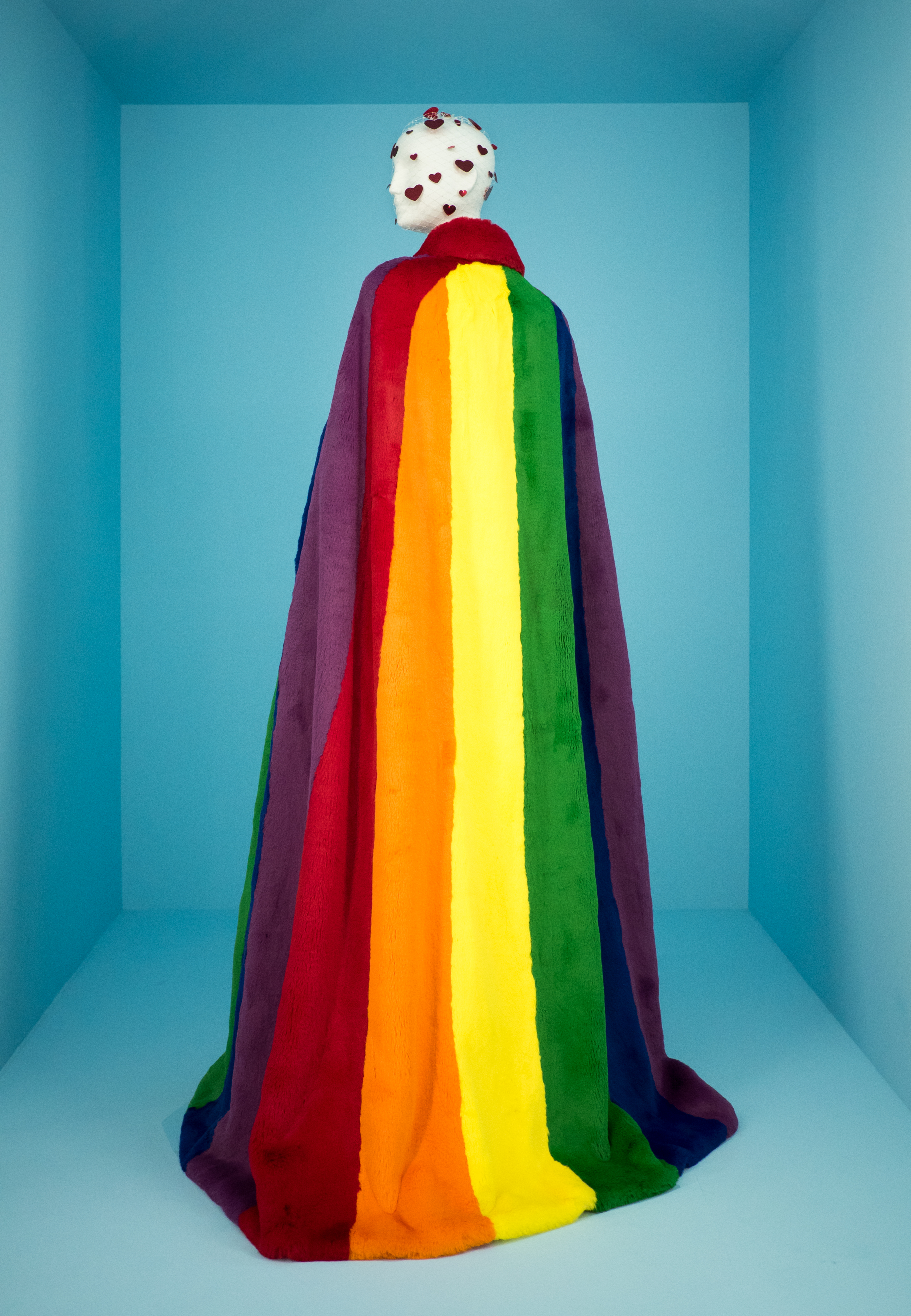
Capa arcoíris de Burberry expuesta en la exhibición Camp: Notes on Fashion del Museo Metropolitano de Arte de Nueva York.

El ensayo se considera un texto ‘proto-queer’, ya que es un antecedente de los estudios que proliferaron en los años 90 sobre homosexualidad y políticas LGBTI. 
Notas sobre lo camp fue la principal inspiración para la organización de la exposición Camp: Notes on Fashion del Museo Metropolitan, que tuvo lugar en Nueva York del 8 de mayo al 9 de septiembre de 2019, presentado por el Anna Wintour Costume Center. 
La exposición fue la propuesta para la gala anual del citado museo, en la que los asistentes lucieron estilismos inspirados en el concepto de camp descrito por Sontag.